# Ericeia intextilia
Ericeia intextilia là một loài bướm đêm trong họ Erebidae.